# Skiftinge
Skiftinge – miejscowość (tätort) w Szwecji, w regionie administracyjnym (län) Södermanland, w gminie Eskilstuna.
Według danych Szwedzkiego Urzędu Statystycznego liczba ludności wyniosła: 4983 (31 grudnia 2015), 5138 (31 grudnia 2018) i 5173 (31 grudnia 2019).